# 古田站
古田站位于福建省宁德市古田县黄田镇，建于1959年，原名莪洋站，因水口水电站工程由位于古田县莪洋镇谷口村一带的原址迁移至现址并更名。距来舟站92公里，距福州站102公里，现为三等站。现车站仅货运业务：办理整车、零担货物发到及油罐车、石灰到达。车站曾办理客运业务，自2020年4月10日起停办客运业务。